# Реццо
Реццо (італ. Rezzo) — муніципалітет в Італії, у регіоні Лігурія,  провінція Імперія.
Реццо розташоване на відстані близько 450 км на північний захід від Рима, 100 км на південний захід від Генуї, 20 км на північний захід від Імперії.
Населення — 369 осіб (2014).

## Демографія
Населення за роками:

Станом на 1 січня 2023 року в муніципалітеті офіційно проживало 40 іноземців з 12 країн, серед них 24 громадяни країн Євросоюзу та 2 громадяни України.

## Сусідні муніципалітети
- Ауриго
- Боргомаро
- Карпазіо
- Моліні-ді-Трьора
- Монтегроссо-П'ян-Латте
- П'єве-ді-Теко
- Порнассіо